# 5698 Nolde
5698 Nolde eller 4121 T-1 är en asteroid i huvudbältet som upptäcktes den 26 mars 1971 av den nederländsk-amerikanske astronomen Tom Gehrels och det nederländska astronomparet Ingrid van Houten-Groeneveld och Cornelis Johannes van Houten vid Palomarobservatoriet. Den är uppkallad efter den tyske målaren Emil Nolde.
Asteroiden har en diameter på ungefär 16 kilometer och den tillhör asteroidgruppen Themis.